# Пронаос

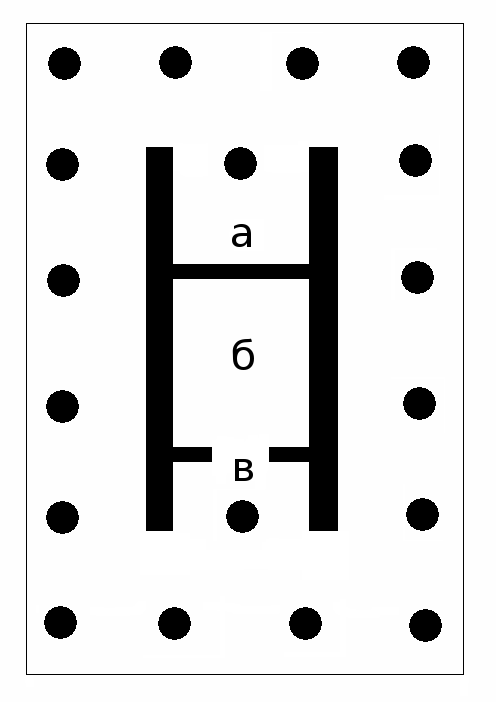
Периптер:
а — опістодом
б — наос
в — пронаос

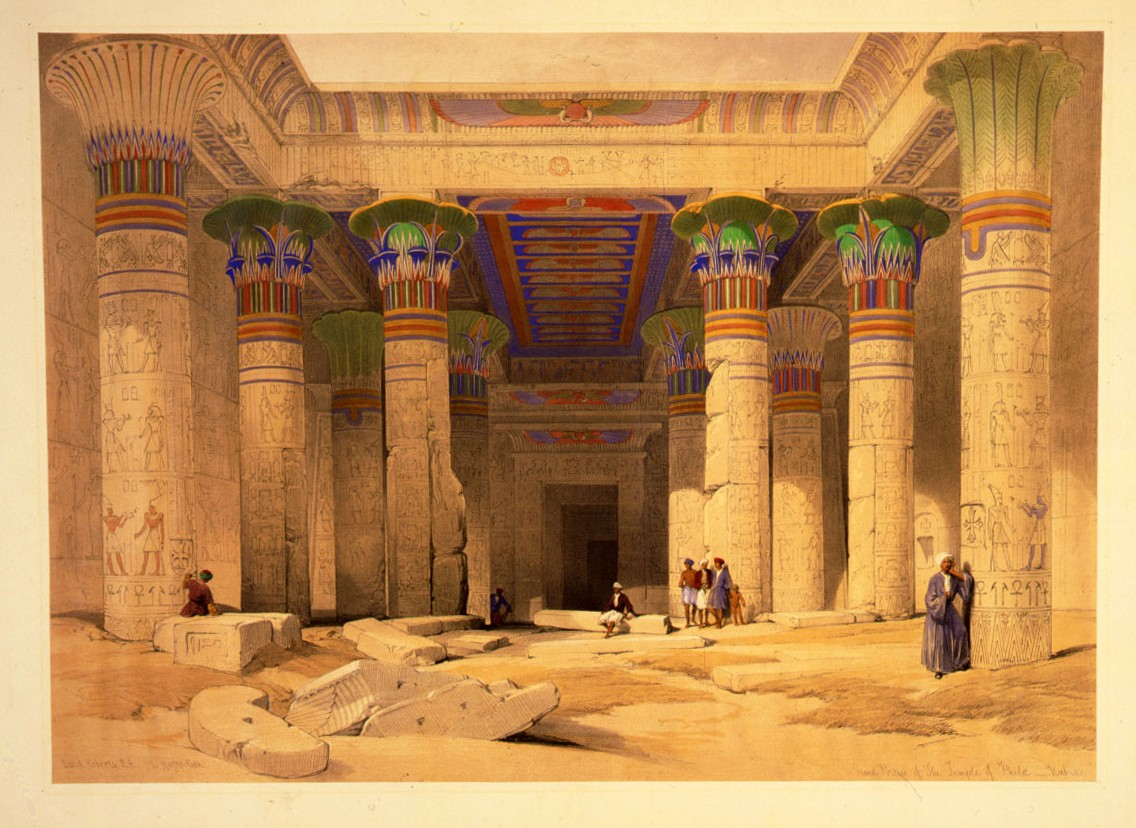
Пронаос храму на острові Філе.

Пронаос (грец. πρòναος — «перед житлом бога») — напіввідкрита частина стародавнього античного храму між колонадою вхідного портика і наосом. З боків пронаоса оточується стінами, а спереду нерідко вирішувався як портик в антах.